# Prymorśkyj
Prymorśkyj (krymskotatarski: Hafuz, ros: Приморский, ukr: Приморський) to osiedle typu miejskiego de facto znajduje się w Republice Krymskiej.
Populacja na 2014 rok wynosi 12,560 osób.